# Filippo (tetrarca)
Filippo, anche noto come Filippo il tetrarca (... – 34), fu tetrarca di Gaulanitide, Traconitide, Batanea, Auranitide e Iturea dal 4 a.C. alla sua morte nel 34 d.C. Era figlio di Erode il Grande e della sua terza moglie, Cleopatra di Gerusalemme, e fratellastro di Erode Antipa e di Erode Archelao.

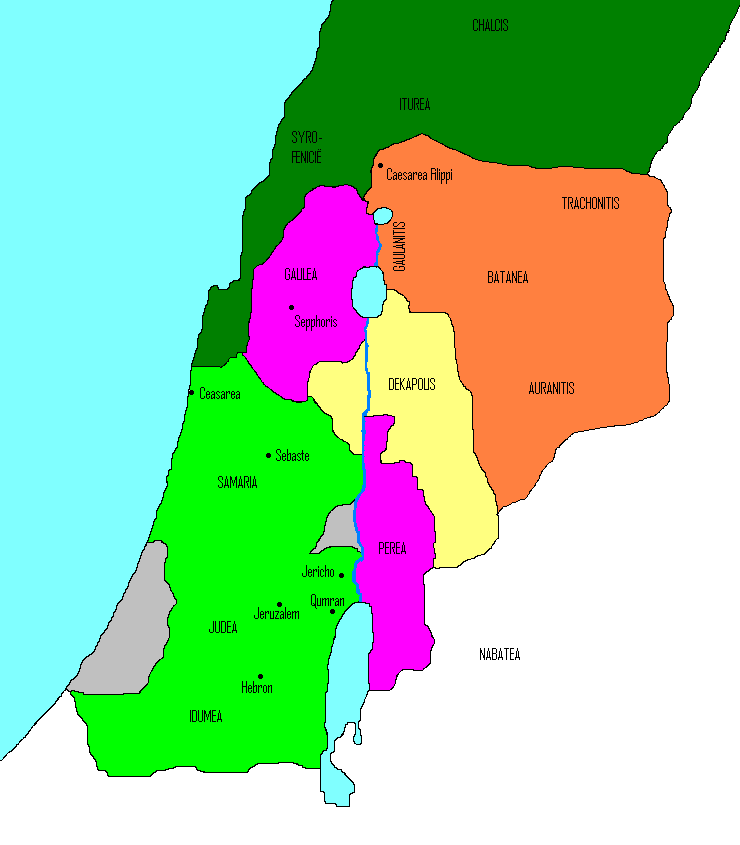
In arancione, il territorio della tetrarchia di Filippo

Alla morte del padre, Erode Filippo governò sulla terza parte del regno paterno secondo quanto fu deciso dall'imperatore. Il suo territorio, che governava col titolo di tetratrca, comprendeva Gaulanitide, Traconitide, Batanea, Auranitide e Iturea. Ampliò la città di Panea, a cui diede il nome di Cesarea di Filippo, e la città di Betsaida, cui diede il nome Julias in onore alla madre di Tiberio. Alla sua morte nel 34 d.C., il territorio su cui governava venne annesso alla provincia romana di Siria.
Egli è menzionato brevemente nella Bibbia da Luca (3,1) e da Marco (6,17): Erode Antipa governava la Galilea, e suo fratello Erode Filippo la regione della Iturea e della Traconia. Erode Filippo era sposato con Erodiade ma la donna lo abbandonò per seguire il cognato, Erode Antipa, portando con sé la figlia Salomè. La Bibbia infatti riporta che Erode Antipa sottrasse la moglie Erodiade al fratello. Giovanni Battista predicatore morale, non ebbe timore di accusare apertamente di adulterio il re Erode Antipa suscitando le ire della concubina Erodiade, la quale chiese ed ottenne che Giovanni Battista fosse condannato a morte per decapitazione. Erode successivamente si invaghì di sua nipote Salomè, figlia di Erodiade e del fratello Filippo.